# Marisat 1
O Marisat 1 (Marisat F1) foi um satélite de comunicação geoestacionário construído pela Hughes. Na maior parte de sua vida útil, ele esteve localizado na posição orbital de 105 graus de longitude oeste e foi operado inicialmente pela Marisat e posteriormente pela Inmarsat. O satélite foi baseado na plataforma HS-356. O mesmo saiu de serviço em 1 de abril de 1997.

## Lançamento
O satélite foi lançado com sucesso ao espaço no dia em 19 de fevereiro de 1976, por meio de um veículo Delta 2914 a partir da Estação da Força Aérea de Cabo Canaveral, na Flórida, EUA. Ele tinha uma massa de lançamento de 665 kg.